# MP-28
MP-28 (також зустрічаються такі позначення як: MP28/II, MP28, II або MP28.II) —  німецький пістолет-кулемет, подальший розвиток МР18 системи Луїса і Гуґо Шмайсерів. Випускався фірмою «C.G. Haenel» в місті Зуль.

## Історія
Головною відмінністю від прототипу стало використання рядного 32-патронного магазина, замість складного і порівняно слабкого барабанного від артилерійського «Люгера». Крім того, з'явився перемикач видів вогню, відсутній на МР-18.
Оскільки статті Версальського договору забороняли Німеччині розробку пістолетів-кулеметів як військової зброї, МР-28 вироблявся на експорт і як «поліцейська» зброя. З цим пов'язана величезна кількість варіантів під різні патрони, відповідно до вимог різних ринків збуту: 7,63×25 мм Mauser, 7,65×22 мм Luger, 9×19 мм Парабелум, 9×23 мм Largo, 9×25 мм Mauser Export і навіть .45 ACP (11,43×25 мм). Також ліцензія на його виробництво була продана в Бельгію, де його виробляла фірма «Bayard»(за іншою інформацією — «Pieper»), там він був прийнятий на озброєння як «Mitrailette Modele 1934». Крім того, дуже близькі по конструкції зразки були прийняті на озброєння в Естонії (Tallinn Arsenal), Японії та Англії (Lanchester).
Пістолети-кулемети цього типу, в основному бельгійського виробництва, широко використовувались у  Громадянській війні в Іспанії, причому республіканці випускали його копію під назвою «Naranjero».
Після приходу до влади Гітлера Німеччина поступово стала відходити від дотримання статей Версальського договору. Між тим, Вермахт спочатку не виявляв особливого інтересу до пістолетів-кулеметів. Урешті-решт на його озброєння були прийняті інші (MP38), досконаліші зразки, розроблені конкурентами «Генеля». Однак МР-28 все ж використовувався у Другій світовій війні, переважно — частинами Waffen SS, «поліцаями» і SD. Після окупації Бельгії МР-28 бельгійського виробництва був прийнятий на озброєння під позначенням Maschinenpistole 740 (b), але використовувався виключно місцевими окупаційними військами, поліцією і частинами SD.

## Конструкція
MP-28 мав стандартну для свого часу конструкцію з вільним затвором, стрільба велася з відкритого затвора автоматичним або одиночним вогнем. Перемикач видів вогню був розташований над спусковим гачком і мав вигляд поперечної кнопки. Магазин, як і на МР-18, примикали зліва. Для неповного розбирання зброя «переламується» навколо осі, що з'єднує ствольну коробку з ложем. Приціл секторного типу був проградуйований на віддалі від 100 до 1 000 метрів; остання цифра виглядає явно завищеною, тому що прицільна стрільба на таку відстань була неможлива, однак у той час вважалося, що пістолет-кулемет гратиме роль свого роду легкого ручного кулемета, і прицільні пристрої створених у той час зразків цієї зброї виконувалися в розрахунку на такі завдання, як ведення турбуючого вогню по груповій цілі на віддалі, яка перевищує можливість прицілювання. 32-патронний магазин був дворядним, але на виході патрони переміщалися в один ряд, що знижувало надійність подачі.

## Країни - експлуатанти
- Аргентина
- Болівія
- Китай
- Фінляндія:під час Зимової війни 1939-1940 країна закупала зброю в різних країнах. Так, пістолет - кулемет MP 28-II закупався у двох різних місцях: 171 - в Бельгії, 215- во Франції. Однак останні все ще знаходились у Франції в 1940 та були захоплені Вермахтом. "Бельгійське" замовлення прибуло та використовувалося у військах. Цікаво, що ця зброя була виготовлена в Німеччині під патрон 7.65 мм x 21, а потім перестволені в Бельгії під 9 мм x 19 на експорт (більшість мала написи іспанської та португальської та кріплення під германський багнет). Під час бойових дій ці зразки використовувались в Лапландії. Після війни були на збереженні - у 1971 100 деактивованих MP 28-II були продані колекціонерам, а у середині 1980-х років 30 зразків передані музеям та колекціям[1].